# Ornatoraphidia
Ornatoraphidia is een geslacht van kameelhalsvliegen uit de familie van de Raphidiidae. 
Ornatoraphidia werd voor het eerst wetenschappelijk beschreven door H. Aspöck & U. Aspöck in 1968.

## Soorten
Het geslacht Ornatoraphidia omvat de volgende soorten:
- Ornatoraphidia christianodagmara (H. Aspöck & U. Aspöck, 1970)
- Ornatoraphidia flavilabris (A. Costa, 1855)